# Waterloo Ducks HC
Der Waterloo Ducks Hockey Club ist ein 1988 aus der Fusion der beiden Vorgängervereine Waterloo und Ducks gegründeter belgischer Hockey-Club aus der 15 km südlich von Brüssel gelegenen Stadt Waterloo in Wallonisch-Brabant. Der in Grün-Weiß spielende Verein gehört mit seinen rund 800 Mitgliedern, davon 500 Jugendlichen, zu den fünf größten belgischen Hockey-Clubs. Die im Osten von Waterloo gelegene Vereinsanlage umfasst zwei Kunstrasen-Plätze und ein weiteres kleineres Trainingsfeld.

## Herren
| Europapokalbilanz Herren Feld |                    |        |       |             |
| Jahr                          | Wettbewerb         | Niveau | Platz | Ort         |
| 2004                          | Cup Winners Cup    | 1      | 7     | Eindhoven   |
| 2007                          | Club Champions Cup | 1      | 5     | Bloemendaal |
| 2008                          | Euro Hockey League | 1      | AF    | Terrassa    |
| 2009                          | Euro Hockey League | 1      | AF    | Hamburg     |
| 2010                          | Euro Hockey League | 1      | AF    | Rotterdam   |
| 2013                          | Euro Hockey League | 1      | AF    | Amsterdam   |
| 2014                          | Euro Hockey League | 1      | VF    | Eindhoven   |
| 2015                          | Euro Hockey League | 1      | AF    | Bloemendaal |
| 2019                          | Euro Hockey League | 1      | 1     | Eindhoven   |

Die „Watducks“ sind bei den Herren Mitglied in der Eredivisie, der ersten belgischen Hockey-Liga. 2004 vertrat der Club Belgien beim EuroHockey Cup Winners Cup und schloss dabei als Siebenter ab. Nach vier vergeblichen Play-off-Teilnahmen gewann das Team 2006 zum ersten Mal den belgischen Meistertitel im Feld und nahm dadurch 2007 am EuroHockey Club Champions Cup teil, wo die Mannschaft den fünften Platz erreichte. In der Erstauflage der Euro Hockey League 2007/2008 erreichten die Waterloo Ducks nach zwei Unentschieden in der Vorrunde gegen den Club an der Alster und den HGC Wassenaar aus den Niederlanden das Achtelfinale, das gegen den HC Rotterdam klar 1:6 verloren wurde. Im selben Jahr stellte der Verein mit sechs Spielern das Gerüst der belgischen Nationalmannschaft bei den Olympischen Sommerspielen 2008 in Peking. In der Saison 2008/2009 erreichte Waterloo wieder das Achtelfinale der Euro Hockey League, schied aber dort wieder mit dem Amsterdamsche H&BC wieder gegen einen niederländischen Club aus. Durch den ersten Platz in der Meisterschaftsvorrunde qualifizierte sich das Team bereits für die Euro Hockey League 2009/2010.
In der Saison 2018/19 gewann Waterloo als erster belgischer Hockeyclub die Euro Hockey League.

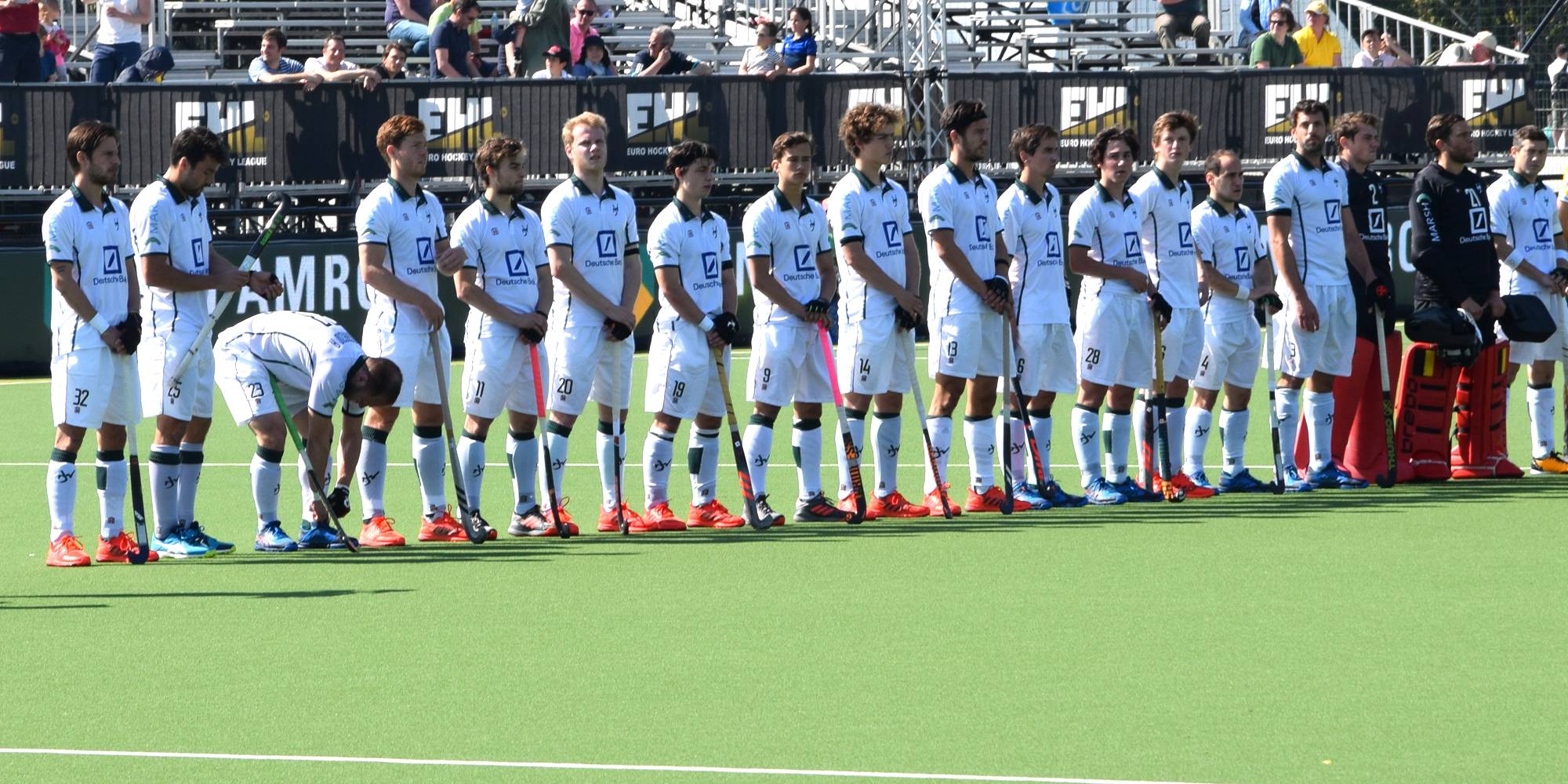
Das Team des Waterloo Duck HC bei der EHL 2019

## Erfolge
- Euro Hockey League: 2019
- Belgischer Feldhockeymeister der Herren: 2006, 2009, 2012, 2013, 2014